# Salvador Cienfuegos Zepeda
Pour les articles homonymes, voir Zepeda.
Salvador Cienfuegos Zepeda, né le 14 juin 1948 à Mexico, est un militaire et homme politique mexicain. Il est secrétaire à la Défense nationale, du 1er décembre 2012 au  30 novembre 2018, du gouvernement Enrique Peña Nieto. Il est arrêté aux États-Unis le 15 octobre 2020 et inculpé de trafic de drogue et de blanchiment d'argent, puis relâché,.

## Biographie

### Carrière
Salvador Cienfuegos Zepeda nait le 14 juin 1948 à Mexico. Il rejoint l'armée le 23 janvier 1964. En 1995, il obtient un master en sécurité et défense nationale au Collège de la Défense nationale dans Miguel Hidalgo. Il est promu général de division, en novembre 2004, par le président Felipe Calderón,.
Il occupe de nombreux postes : directeur de l'Académie Militaire Héroïque, officier supérieur du Secrétariat de la Défense nationale, inspecteur et contrôleur général de l'armée de terre et de l'armée de l'air, commandant de plusieurs régions militaires (Chiapas, Mexico, Guerrero et Jalisco), directeur général adjoint du Registre Fédéral du contrôle des armes à feu et des explosifs, directeur du Centre d'études de l'armée de terre et de l'armée de l'air mexicaine,.
Le 1er décembre 2012, il est nommé secrétaire à la Défense nationale du gouvernement Enrique Peña Nieto. En octobre 2015, il se prononce contre l'idée d'interroger les soldats du 27e bataillon sur les enlèvements d'Iguala de 2014, allant contre les recommandations de la Commission interaméricaine des droits de l'homme. Il déclare en 2016 que ce fut une erreur d'impliquer l'armée dans la lutte contre le crime organisé,,. 

### Arrestation
Le 15 octobre 2020, Cienfuegos Zepeda et sa famille atterrissent à l'aéroport international de Los Angeles pour entamer un séjour à Los Angeles et à San Diego. Quand ils sortent de l'avion, une personne leur demande s'ils voyagent ensemble et leur demande de l'accompagner. À ce moment, la famille ne se rend pas compte qu'elle est sur le point de se faire arrêter par le gouvernent américain. Ce n'est qu'une heure après, que Salvador Cienfuegos Zepeda apprend qu'il est en état d'arrestation pour liens avec le trafic de drogue. Il est arrêté par des agents de la Drug Enforcement Administration,.
Salvador Cienfuegos Zepeda faisait en fait l'objet d'investigations américaines, nommées « opération Padrino  » par la DEA (référence à El padrino le titre hispanophone du film Le Parrain), ce qu'ignorait le Mexique. L'enquête aurait débuté dix ans avant l'arrestation.
L'ambassadeur des États-Unis au Mexique, Christopher Landau, informe Marcelo Ebrard, le secrétaire mexicain des Relations extérieures, de l'arrestation de Cienfuegos Zepeda.
Toutefois, le gouvernement mexicain manifeste son mécontentement, car il voit l'arrestation d'un de ses anciens ministres sans avoir été mis au courant auparavant comme une atteinte à sa souveraineté. Les États-Unis abandonnent leurs poursuites envers Cienfuegos le 17 novembre et l'extradent vers le Mexique.
À la suite de cette arrestation, ainsi que la victoire de Joe Biden à l'élection présidentielle américaine de 2020 - car le président mexicain Andrés Manuel López Obrador utilisait sa gestion de la Crise migratoire en Amérique centrale pour faire pression sur le président américain Donald Trump et forcer l'implication des autorités américaines dans la lutte contre le narcotrafic, or c'est un moyen de pression beaucoup moins efficace auprès de Biden - une nouvelle loi est votée au Mexique. Celle-ci oblige les fonctionnaires mexicains à rédiger un rapport après chaque communication avec un membre d'une autorité étrangère, en particulier les 50 agents permanents de la Drug Enforcement Administration au Mexique. Ceci risque d'affecter négativement la coopération dans la lutte contre la drogue, en augmentant le risque de voir des informations sur des enquêtes filtrer et être interceptées par les cartels, ou en diminuant les conversations entre des fonctionnaires américains et mexicains, alors que les États-Unis transmettent plus d'informations judiciaires au Mexique que l'inverse. Cependant, la raison pour laquelle cette loi est adoptée est de limiter l’interférence des autorités américaines et de ne pas leur permettre d'imposer leurs méthodes sur le territoire mexicain.

## Publications
- (es) Cienfuegos, Zepeda S, et Chemor E. Chuayffet. Historia De Los Ejércitos Mexicanos. México, D.F: Instituto Nacional de Estudios Históricos de las Revoluciones de México, 2014  (ISBN 9786079276416).
- (es) Cienfuegos, Zepeda S, et Munguía C. A. Rodríguez. Memoria Gráfica De Los Festejos Del Centenario De La Fuerza Aérea Mexicana. , 2016  (ISBN 9786079706777).
- (es) Sodi, Cuéllar R, et Zepeda S. Cienfuegos. La Fuerza Aérea Mexicana En La Defensa Del Estado: La Defensa Nacional Del Estado Mexicano : Ciclo 2015., 2018  (ISBN 9786070931192).